# Port Seeadler
El Port Seeadler es troba a l'illa de Manus, a les Illes de l'Almirallat, a Papua Nova Guinea, i va tenir un paper important a la Segona Guerra Mundial. En alemany, "Seeadler" significa àguila marina, fent referència a l'activitat colonial alemanya entre 1884 i 1919 en aquella zona. La badia va rebre el nom del creuer alemany SMS Seeadler el 1900.

## Història
El 29 de febrer de 1944, el general Douglas MacArthur va dirigir l'Operació Brewer per prendre les illes dels japonesos que les havien ocupat a partir de 1942. Les illes van ser assegurades pels americans el 19 de març de 1944, que van construir una gran base al port de Seeadler, que incloïa molls i una base aèria, la Base Naval de Manus. Aquesta base naval avançada dels EUA va servir com a zona de preparació per a futures operacions de la Segona Guerra Mundial a Nova Guinea i les Filipines.
L'USS Mount Hood va explotar accidentalment mentre estava amarrat al port de Seeadler el 10 de novembre de 1944. El vaixell transportava municions i la tremenda explosió va causar 432 morts, 371 ferits, danys als vaixells i a la base dels voltants per les runes i l'enfonsament o danys greus a 22 embarcacions més petites.
Un avió de reconeixement japonès Mitsubishi A6M va informar de "dos grans portaavions" al port de Seeadler el 22 d'abril de 1945, que en realitat eren els grans dics secs auxiliars flotants USS ABSD-2 i USS ABSD-4 de la Marina dels Estats Units. Dos torpederos Nakajima B5N van atacar els dics secs flotants cinc nits després. Tots dos van ser impactats, però només van rebre danys moderats a un sol pontó cadascun.
Els naufragis de les seccions del gran dic sec flotant auxiliar USS ABSD-4 i d'un vaixell imperial japonès, entre d'altres, es troben dins del port.